# CTM Festival/Line-ups
Diese Liste umfasst alle Künstler, die bei den unterschiedlichen Ausgaben des CTM Festivals aufgetreten sind. Sie sind nach Auftrittsjahr sowie nach Anfangsbuchstaben geordnet. Auf Grund der Übersichtlichkeit wurde auf Rotlinks verzichtet.

## 1999
Die Veranstaltung fand als CTM.99 vom 12. bis zum 21. Februar 1999 im Maria am Ostbahnhof in Friedrichshain statt.
- Alexej, Andreas Schimanski, Angelika Middendorf, arne analog & chris chroma, Aroma, Blond, Ch. Seidel, Christoph Musiol, Column One, Console, convex tv., D. Zahn, DJ Fabian Feyerabend, DJ Feed, DJ Pete, DJ Rene, DJ Sascha, DJ Stanislas, DJ Stefan Küchenmeister, Duralux, Ekkehart Opitz, erroid, Ginseng, Goem, Heinrich Dubel, Kammerflimmer Kollektief, Kein Babel, Klinkusch Kroess, Lillevän, Mariza Maza, Mark Mancha/TMRX, Mobiletti Giradschi, monitor automatique aroma, Monolake, Nerk, No Is E, Philipp Virus & resolution pReview, Rechenzentrum, Recoros Rossi, Rumpeln, Schlotmann / Zeitblom, Staalplaat Audio Galerie, Sudden Infant, ?Syntax Error, Tappo Kontakt, TokTok, Traveler, Tritop, Vanish RGB, Vegas Baby, Visomat Industries

## 2000
Die Veranstaltung fand als CTM.00 - Get Personal vom 11. bis zum 20. Februar 2000 im 7. Stock des Haus des Lehrers in Berlin-Mitte statt.
- A-Aroma, alva noto, Barbara Preisinger, BBM – Beobachter der Bediener von Medien, EOG, Frank Bretschneider (Komet), Daniel Pflumm, Gato Leiras, Gloribel Hernandez, Guillermo, Hendrik Dorgathen, Huib Emmer, Ingo Frölich, Init, Ivan Pavlov (CoH), Jan Rohlf, Jesse Belle, JP Van Der Wenden, Jürgen Scheper, Kit Clayton, Kotai, Le Hammond Inferno, Lukas Kühne, Marcel Kaars, Marc Weiser, Maverick, Michael Renkel, Mo, Monika Preischl, Olaf Bender (Byetone), Patrick Harz, Phako, Pole, Raz Ohara, Rechenzentrum, Remco Schuurbiers, Ron Katsir, Safy (Assaf) Etiel, Sensor, Signal, Station Rose, Sudden Infant, telematique, Syntax Error (Scaletti & Tappo.Kontakt), Tarwater, Timm Ringewaldt, Ulf Schleth, U.M.A. / urbano mistica amplitude, Visomat Inc., Yan Breuleux, Zeitblom / pReview

## 2002
Die Veranstaltung fand als CTM.02 - Go Public! vom 5. bis 17. Februar 2002 im E-Werk in Berlin-Mitte statt.
- 242 Pilots, 386 DX, AGF | Delay, Akufen, Alain Mongeau, Alexej Paryla, alva noto, Anna Wagner, Annibale Picicci, AU, Antonelli Electric, Ben Debil, Beta Bodega Coalition (Dr. Faustus, La Mano Fria, Hamijami, El Pirata Blanco), Bianca Strauch, Bus, Christian Kleine, Christian Konrad, C-Men, Column One, Daniel Meteo, Deadbeat, Dettinger, Dis*Ka, DJ Eric, DJ Phlippe Petit, DJ Rene, DJ TLR, Enduro, Finz, Frame Farmers, Garderobe 23, Gebrüder Teichmann, GoGo Goddess, Gold Chains, Institut für Feinmotorik, Jake Mandell, Jan Jelinek, Jaromil, Jetone, Jim Avignon, Ken Hollings, Kid606, Komet, Kyborg feat Sarah Marrs, Lali Puna, Laub, Legowelt, Lia + @C , Like a Tim, Lillevän, Luomo, Martin Eberle & Heinrich Dubel, Maverick, Maximo Graesse, Micromusic, Mikron 64, Mika Mikona, Minuszero, monitor.automatique, Monolake, Oliver Wittchow, Onlab, Operation Enduring Freedom (Christian Konrad & Nicolai Albrecht w Lillevän), Orgue Electronique, Oval, Perspects, Pfadfinderrei, Phase 4, Pole, poolproducts, Pop Up feat The Modernist & Antonelli Electric, Ralph Steinbrüchel, Rechenzentrum, Robert Henke, Safety Scissors, Schmerzlabor, Selector Weiser, Si-cut.db, Slub, Staalplaat Soundsystem, Styrofoam, Tappo Kontakt, Tarwater & guests, Thilges 3, Tina Schmücker, T.Raumschmiere, Twerk, Visomat.Inc, Void of Algorithm, Zonk’t

## 2003
Die Veranstaltung fand als CTM.03 - Play Global! vom 31. Januar bis 8. Februar 2003 im E-Werk in Berlin-Mitte statt.
- 2/5 BZ, 242 Pilots, 8rolek, Akufen, Akuvideo, Alain Mongeau, Alexej Paryla, Angel, Antje Weitzel, Antoine Schmitt, Are Dee, Arno Coenen, Bangkok Impact, Belgrade Soundsystem, Ben Nevile, Billy Roisz, Bojan Mandic, Boris Hegenbart, Büro Destruct & CUE, Camp Cogito (Katja Stier), Christian Conrad, Christian Scheib, Continuous Mode, CUE, DAC, Darius Krzeczek/Vidok, dariusz, David Troop, de babalon/dinig, Dentaku, Deuce, DJ Swoporchestra, Diedrich Diederichsen , Dino Felipe, Domenico Sciajno, Ekkehard Ehlers & Josef Suchy, Elout de Kok, EU, Farmers Manuel, FEZA Projects (Olga & Dmitry Vilensky), F.S. Blumm, Fran Ilich, François Chalet, Frieder Butzmann, Gameboyzz Orchestra Project, Gunther Adler, Happypets, Holger Lippmann & Mark Perleberg, Ilke Theurich, Jacek Sienkiewicz, Jan Jelinek, John Oswald & Susanne Hood, Kein Babel, Klutch, Kotra, Ksawery Kaliski, Lazyfish, Lia, Luciano, Macho Cat Garage feat Legowelt & DJ TLR, Mapstation feat M. Brandlmayr & Ras Donovan, Marc Lingk, Marije Baalman, Mark Hosler (Negativland), Mark Perleberg, Markus Schnieder, Maroan El Sani & Nina Fischer, Menu:Exit, Mercedes Benz, Meso, Meteo, Miko Mikona, Minuszero, Mirjam Wenzel, Miss Kittin, Molr Drammaz, Monolake feat Alexej Paryla, Mylicon, n:ja, Norbert Pfaffenbichler, Octex, Otto von Schirach, Out of Data w Xorc, Pan Sonic, People Like Us, Peter Kraut, Pietro Sanguineti, Pole, Radboud Mens & Tappo Kontakt, Radian, Ralph Steinbrüchel & Camp Cogito, Random Inc feat Eran Sachs & Ran Slavin, readymade berlin, Rechenzentrum, ReMi, Retro Sex Galaxy, Richard Chartier, Robert Henke, Robert Lippok, Roger Rotor, Safy Sniper, Scanner, Schönwehrs, Sebastian Handke, Servovalve, Si-Cut.dB, Sieg über die Sonne, Signal Territories, Solar X, Susanna Niedermayr, Susanne Binas, T.Raumschmiere, Ted Gaier, TELCOH feat Сон & TELCO, Thomas Brinkmann, Thomas Burkhalter, Thomas Fehlmann, Thomas Franzmann (Zip / Dimbiman), Tonne, Transforma, Ultra Red & Kanak Attak Network, Volker Sattel, Yoshi Sodeoka

## 2004
Die Veranstaltung fand als CTM.04 – Fly Utopia! vom 30. Januar bis 7. Februar 2004 im Maria am Ostbahnhof in Berlin-Friedrichshain statt.
- [sic] (Jenn Morris), 8 Bit, AGF, Akuvideo, Alexej Borisov, Alexis O’Hara, Alice & the Serial Numbers, Althea Thauberger, Andry Kiritchenko, Angela Bulloch, Anna Friz & Annabelle Chvostek, Anne Hilde Neset, Antje Weitzel & Mirjam Wenzel, Arno Coenen, Balasz Weyer, Barbara Prokop, Bas van Koolwijk, Beat Brogle & Philippe Zimmermann, Belgradeyard Soundsystem, Ben Debil & Eike Döring, Benny Nemerofsky Ramsay, Bob Miloshevic, Bojan Mandic, Borghesia, Boris D. Hegenbart, CEX, Chicks on Speed, Chris Musgrave, Christina Kubisch, Christine Lang, Christoph Gurk, Column One, Cornelia Erdmann, Costa Vece, DAT Politics, Daniel Bisig, David Armstrong Six, Diana McCarty, Discoteca Flaming Star , DJ Donna Summer, Ecstasy of St. Theresa, Eirenah, Ekkehard Ehlers, Electronicat, Elizabeth Zimmerman, Ellen Allien, Every Kid On Speed & Massaccesi, Felix Kubin & Wojt3k Kucharczyk, garderobe23, Gerwald Rockenschaub, GNU / Girl Power Lounge Collective, Grada Ferreira, Gudrun Gut, Håkan Lidbo, Henk Bakker, I8U & Magali Babin, Ilios, Ina Wudtke, Inke Arns, Interplay, Ipek, Jacek Sienkiewicz, Jamie Lidell, Jan Rohlf, Jasch, Jason Forrest, Jo Mitchell, Joana Preis & Vicnet, John deKron, Jung-Chul Hur, Justus Köhncke, Kaffe Matthews, Karen Wong, Katarina Löfström, Katarina Zivanovic, Kate Wax, Kevin Blechdom, Kevin Schmidt, KODI, Laibach, Laurence Rassel, Leafcutter John, Lejla Hodzic, Lorenz Wiegand, M. Ash, Magdalena Pederin, Mara Verna, Martin Conrads, Martin Profittlich, Martin Wöhrl, Masha Qrella, Miss Kittin, Mo, monitor.automatique, Monotekktoni, Nicole Nepton, Niobe, Octex, Odd, Oliver Baurhenn & Marina Sorbello, Pascale Malaterre, Peter James, Philipp Geist, Philipp Oswalt, Pierre-Yves Cruaud, Pinky Rose, Pit Schultz, Raitis Smits, Rasa Smite, Remco Schuurbiers, Rodney Graham, Rosa Barba, Rutvica Andrijasevic, Sabina Sabolović, Sabine Breitsameter, Safy Sniper, SCSI 9, Sebastian Irrgang/Nicola Pecpraro, Seda Guerses, Sejla Kameric, Semiconductor, Solar X, Solu & Mortenson, S.S.S., Sumugan Sivanesan, Susanna Niedermayr, Tagny Duff, Tamara Vukov, Tanja Mühlhans, Terre Thaemlitz, T.Raumschmiere, Thomas Meinecke, Tigrics, Till Vanish, Tina Frank, Tom Früchtl, Tujiko Noriko & Lionel Fernandez, Vali Djordjevic, Vanessa Ohlraun, Visomat Inc., Wojt3k Kucharczyk & Felix Kubin, Wolfgang Hagen, Zbigniew Rybczynski, zvukbroda

## 2005
Die Veranstaltung fand als CTM.05 – Basics vom 4. bis 12. Februar 2005 im Maria am Ostbahnhof in Berlin-Friedrichshain statt.
- Ade Ward, Akos Maroy, Akufen, Alberto De Campo, Alex Mclean, Alter Ego, Amy Alexander, Andreas Johnsen, Andreas Schimanski, Andrew Pekler, Angel & Hildur Gudnadottir, Anthony Moore, Antoine Schmitt & Vincent Epplay, Apparat feat Complex à Cord & Band, Ark, Ascii.Disko, Bas Van Koolwijk, Benzo & Oleg Kornev, Biosphere, Burnt Friedmann & Jaki Liebezeit feat Hayden Chisholm & Robert Nacken, Cabanne, Christoph Fringeli, Claire Edwards, Contentismissing, Crackhaus, Craig Latta, Curtis Chip, Deadbeat, Dekam, Der Dritte Raum, Diana McCarty, Dieter Daniels, DJ Boffa, DJ Humus, DJ Marlboro, DJ/Rupture, DJ Donna Summer, Droon, Drop The Lime, Duran Duran Duran, Edwin Van Der Heide, Egbert Mittelstedt, Electro Opera E– (Byungjun Kwon & Ge-Suk Yeo), Elena Ungeheuer, Elizabeth Zimmermann, Fredrik Olofsson, Gegen HZ, GE Wang, G.L.N, Golden Serenades (John Hegre & Jorgen Traen w Sir Dupperman) , Hansen & DJ Daniel, Harald me. Viuff, hc gilje, Heidi Mortenson, Holger Lippmann, Holger Schulze, Jacob Kirkegaard & Thor Magnusson, Jake Fairley, Joe Colley, Johann Johannsson & Ethos Quartet & Matthias M.D. Hemstock, Julian Rohrhuber, Kill, Konstantin Petrov, Krikor, Krikor + Cabanne, Kristjan Varnik, Les Georges Leningrad, Lillevän, Mad Professor, Margarete Schrüfer, Marisa Maza, Maja Ratkje & hc gilje, Marius Watz & Tiny Little Elements, Mirjam Wenzel, Mr. Freeze, M.Takara, News, Nick Collins, Nils Petter Molvaer, Noize Creator, Norbert Pfaffenbichler, Pinky Rose, Pit Schultz, Pixel, Planningtorock, Pure & Dekam, Purform, Reala, Remco Schuurbiers, Repeater, RISC (Markus Schneider & Christian Riekoff), Rotator, Sabine Sanio, Sarah Washington, Secondo, Semiconductor, Shitmat, Sickboy, Sid Le Rock, Sieg über die Sonne, Skoltz Kolgen, Slepcy, Snax, Society Suckers, Son of Clay, Supersilent, Swod, Telematique, Terminal 11, The Renegades of the Game Boxen, The Soft Pink Truth, Tom Holert, Toplap, Tourette-TV, Transforma, T.Raumschmiere, Ulf Eriksson, Umatic, VJ Kontroller, Yannis Kyriakides, Zavoloka

## 2006
Die Veranstaltung fand als CTM.06 – Being Bold! vom 3. bis 11. Februar 2006 im Maria am Ostbahnhof in Berlin-Friedrichshain statt.
- Al Naafiysh, Alain Mongeau, Andrew Herfst & David Crompton, Angelika Middendorf , Anne Laplantine, Antistrot & Jason Forrest, Asiplus, Basak Senova, Blindsnake (Ignaz Schick, Jason Forrest, Big Daddy Mugglestone), Burn Station, Candie Hank, Christopher Just, Column One, Dandy Jack and the Junction SM w DJ Sonja Moonear, Daniel Meteo, Dariusz Kowalski, Dick El Demasiado, Diego Castro, DJ Stahl, Doddodo, Drumcorps, Eats Tapes, Ellen Allien, Eric B w/o Rakim, Every Kid On Speed, Evil Knievel, Extreme Animals, Felix Kubin, For God Con Soul feat Console, Francisco Lopez, Frivolous, Gary Hurst, Geoff Stahl, Goodiepal, Gudrun Gut, Gulpepsh, Guy Tavares, Hanne Hukkelberg, Harm van den Dorpel, Henrik Schwarz, Hermann Bohlen, Ignaz Schick, Ilsa Gold, Jackson and his Computer Band, Jan Rohlf, Jean-Jacques Perrey & Dana Countryman, Jimmy Edgar, Jörg Franzmann, Judith Juillerat, Jürgen Eckloff, Kinga, Like A Tim, Limpe Fuchs, Luci, Marc Couroux, Marc Marcovic, Marcos Boffa, Marc Wannabe, Marius Watz, Martin Tétreault, Matjaz Mancek, Mendoza, Mobiletti Giradischi, Modeselektor, Mumbleboy, Nambavan, Next Life, Nira Pereg, Orthrelm, Otto von Schirach, Ove Naxx, P.A. Dual, Pfadfinderei, Phako, Philip Sherburne, Phon.o, Pier Bucci , Radius, Rancho Relaxo Allstars, Raum für Projektion, Remco Schuurbiers, René Van Der Voort, Ricardo Villalobos & Zip, Serhat Köksal (2/5 BZ), Steffi & Steffi, Telematique, Testphase, TTC, Volcano The Bear, Zeero vs Bee Low

## 2007
Die Veranstaltung fand als CTM.07 – Building Space vom 25. Januar. bis 3. Februar 2007 im Maria am Ostbahnhof in Berlin-Friedrichshain statt.
- 2krazy, Adrian Sherwood, Alan Bishop, Albert Bertolin, Alexander’s Annexe feat Mira Calix, Antoine Chessex, Artificiel, Az Rotator, Bas Van Koolwijk & Gert-Jan Prins, Bazooka, Birchville Cat Motel, Bizzy Bossy & Ryusaki, Bolz’n, Boxcutter, Burial Chamber Trio (Greg Anderson, Oren Ambarchi & Attila Csihar), C64, Clark, Coby Lens, Colleen, Daniel Perlin, Danny Bwoy, Dapayk, Ddamage, Dev/Null, DJ Ai, DJ Kazey, DJ N>E>D, DJ Donna Summer; Esther Venrooy; Feadz feat Uffie, FM3, Fuckhead; Geiom, Günter Geiger; Jay Haze (Fuckpony), Jazkamer; Lawrence (Sten), Liz Allbee, Ludditák; Mad-EP, Mapstation & Adi Wolotzky, Marcos Alonso, Marius Watz, Mark Gergis, Martin Kaltenbrunner, Mesterházy, MFO, Mike Rosoft, Miyuki Osawa; Nettle (DJ/Rupture, Abdel Hak & Jen Jones), Norient, Nôze, Onur Özer, Para One, Patrick Catani, Peto TáZok feat Karaoke Tundra, Pierre Bastien, Poingi, Pole Band, Pure, Rafael Toral feat The Sei Miguel Quartet, Rechenzentrum, Robert Henke, Robotic, Sergi Jordà, Sleeparchive vs DJ Pete, Sun City Girls, Svalastog, Taeji Sawai, Tarek Atoui & Staalplaatsoundsystem, Telematique, Lft & U-Matic, The Gigglin Dildas, Tigrics, Tim Exile, Tim Tetzner, Trencher, Trio A (Raed Yassin, Mazen Kerbaj & Sharif Sehnaoui), Underground Resistance, Uusitalo, Venetian Snares, Vulva String Quartett, Wrong Music Crew feat Ebola, Abbaabba, Horacio Polard, DJ Floorclearer & Kawasaki Speedcore Crew, Youngsta & Task, Yuksek, Zombieflesheater

## 2008
Die Veranstaltung fand als CTM.08 – Unpredictable  vom 25. bis 2. Februar 2008 im Maria am Ostbahnhof, auf der Volksbühne am Rosa-Luxemburg-Platz und im Ballhaus Naunynstraße statt.
- !WOWOW! Collective, Abominations, Alexander Rishaug & Marius Watz, Alejandra Perez Nunez, Alva Noto, Andrea Sartori, Andrei Smirnov, Andy Stott, Beezeboe, BJNilsen & Hildur Gudnadottir, Birthday Party Crew (feat DJ Donna Summer, Sly1, Mr. Ouzo, Unkle T., Lil'Jean & Ohboygeorgemichaeljacksonpollock), Brandon Labelle, Captain Ahab, Chris de Luca vs Phon.o, Christian Marclay & Flo Kaufmann, Chrome Hoof, Claro Intelecto, Cobula, Commonwealth, Conrad Schnitzler, Curses!, da.lia, Dallas Simpson, Daniel Menche, Derek Holzer, Detroit Grand Pubahs, DJ Miles, DJ TV Disko, Ebony Bones, Efdemin, Efterklang, Evelina Domnitch & Dimitri Gelfand w Andrei Smirnov, Fredrik Olofsson, Gary Hurst, Graw Boeckler, Groupshow, Hans W. Koch, Huoratron, Ignatz, Islaja, Ives#1, Jahcoozi, Jared Tarbell, Jessica Rylan, Joakim and his Ectoplasmic Band, Kalabrese & Rumpelorchestra, Kavinsky, Keiichiro Shibuya, Klimek, Kraftpost, Larry Heard, Leander Herzog, Legendary Stardust Cowboy, Léonard de Léonard, Lola & Geert-Jan Hobijn, Machinefabriek, Marc Widmer, Marius Watz, Mark Bain, Marko Ciciliani, Martin Kuentz & Martin Howse, Mattin, Max Neuhaus, Mec, MFO, Moritz von Oswald feat Vladislav Delay & Max Loderbauer, Mouse on Mars, Murcof, Nik Hummer, Niklas Roy, Optical Machines, Pendle Coven, Pierre Henry, Play, Prof. Dr. Detlev Ipsen, Prof. Dr. Gernot Böhme, Prof. Dr. Ulrich Winko, Prosumer feat Murat Tepeli & Elif Bicer, Pure, Reverend Beatman, Robert Piotrowicz & Anna Zaradny, Rodrigo Derteano, Sanch & Fabian Lamar, Sanch & Jannis Kilian Kreft, Shir Khan feat VJ Ultramoodem, Shit and Shine, Sick Girls, Surkin, Telematique & U-Matic, The Golden Country Guys, Theverymany, Thomas Ankersmit, Tron Lennon, Utarm, Vitalic, Wojtek Kosma, Wojtech Kucharczyk, Wolfgang Seidel, Wolves in the Throne Room, Xavier van Wersch, Zimoun & PE Lang

## 2009
Die Veranstaltung fand als CTM.09 – Structures vom 22. bis 31. Januar 2009 im Maria am Ostbahnhof, auf der Volksbühne am Rosa-Luxemburg-Platz und im Ballhaus Naunynstraße statt. Es war die 10. Veranstaltung dieser Art.
- Adrienne Goehler, Æthenor, Alberto Balsalm, Andi Studer, Anja Schneider, artificiel.process feat Martin Tétreault, Asva, Attila Csihar, Barbara Preisinger, Bass Clef, Benga, Berlin 100% Batterie!, Bill Drummond, Björn Gottstein, Björn Melhus & Max Schneider, Black Devil Disco Club, Black Rose (Henrik Schwarz & Jesse Rose), Blectum from Blechdom, Bnegao, Byetone, Cassy & Tobias, Chris Box vs Cotumo, Christian Mix-Linzer, Christoph Fringeli, Christoph Gurk, Clause Four, Clouds, Daniel Bell & Friends, Daniel Haaksman, Deer & Palac, Dirty Sound System, Discodeine, Disrupt, DJ Flush & Daniel Meteo, DJ Markus Detmer, DJ N>E>D, Downtown, Dr. Nojoke & J-Lab & Servando Barreiro, Drew Hemment, El Fog, Elitechnique, Eric Wahlforss, Ernesto Ferreyra, Errorsmith, Evala, Evelina Domnitch & Dimitri Gelfand, Felix, Filastine feat Amélie Bouard, Frank Bretschneider, Fuck Buttons, Gabriel Coutu-Dumont, Ghislain Poirier, Goodiepal, Guillaume and the Coutu-Dumonts, Inke Arns, Institute for Transacoustic Research, Jahtari Riddim Force feat Mikey Murka, Jan Gleichmar, Jan Jasper Kosok, Jens Balzer, John Sinclair, Jon Hopkins, Keiichiro Shibuya, Kim Hiorthøy, Kuba Szreder, Kornreiniger, Krystian Woznicki, Last.Fm DJ Team, Leo Findeisen, Lichens, Lindstrøm, Liz Ainge & Suicase.org , Lizvlx, Lucky Dragons, Lukatoyboy, Maga Bo feat Mc Bnegão, Malcolm Levy, Mark Boombastik, Martin Conrads, Martin Hirsch, Micachu & The Shapes, Mika Vainio, Mike Huckaby, Martin Tétreault & Michel Langevin, Mathias Kaden & VJ Rixon, MFO, Mike Shannon, Minibloc, Monno, Mowgli & Solo, MRN, Mudboy, Mujava , Mungo’s Hi Fi, Netaudio Ping Pong, Newworldaquarium, Norman Fairbanks, NQ, Oliver $, Ollie Bown, Oren Ambarchi, O.S.T., O Tannenbaum DJs, Pan Sonic, Peter Wicke, Peverelist, Piece of Shh..., Pilooski, Piratbyrån, Platoniq, Pole, Princess Dragonmom, Prins Thomas, Radioclit, Rene SG, René Van Der Voort, Reynold, Richard Barbrook, Rootah, Rudolfo Quintas, Ryoichi Kurokawa, Sascha Kösch, Silke Borgstedt, Skream, SND, Spatial, Stefan Lutschinger, Stefan Németh & Steven Hess, Stefan Schneider, Stewart Walker, Syncom Data, Sweat.x, Telco Systems, Telematique, Telematique & U-Matic, Thaddeus Herrmann, The Emperor Machine, Thomas Fehlmann, Tilman Ehrhorn, Tim Exile, Tobias Rapp, Tobi Müller, Tomski & Fredboy, Tom Thiel, Touane, Transforma, T.Raumschmiere, Tritamin, Ultra-Red (Manuela Bojadzijev), Umair Haque, Vincent Lemieux, Visomat Inc., Volker Grassmuck, Warn Defever, Wesen & Opuswerk, Wolfgang Voigt, Wolfman Band, xxxxx, Yasunao Tone, Zed Bias, Zimoun & PE Lang, Zombie Disco Squad, Zombie Zombie

## 2010
Die Veranstaltung fand als CTM.10 – Overlap vom 28. bis 7. Februar 2010 im WMF-Club, im Hebbel am Ufer und im HBC statt.
- Alex Nowitz, Ali Demirel, Andie Nordgren, Ándre C. Reschke, Andy Blake, Andy Votel, Angel Galàn & M. Lastra, Anna Ufer, Aoki Takamasa, Apparatjik, Artificiel, Atom™, Barbara Lippe, Ben Huang, Brackles, Bryan McDade, Carsten Stabenow, Caspar von Gwinner, Charlemagne Palestine, Christopher Salter, Computadora, Cornelia & Holger Lund, Dan Deacon, Dan Friel, Daniel Haaksman, David Noël, Deadbeat, Deetron, Derek Holzer, Desire, Dieter Daniels, DJ Dahlia , DJ Christian Candid & DJ Rippe, DJ Manaia, DJ Marius Reisser, DJ Sniff, Drop The Lime, Dubco, Ecstatic Sunshine, Edwin Oosterwal, Errorsmith, Etienne Jaumet, Ewan Pearson, Falty DL, Field Agent Slow Learner, Felix Martin & Al Doyle (Hot Chip), Feng Mengbo, Fm3_zhang, Four Tet, Funckarma, Gabriel Coutu-Dumont, Geis & Baba, Glass Candy, Grischa Lichtenberger, Groupshow, Guido Moebius, Habsyll, Heiko Gogolin, Hildur Guðnadóttir, Hiroaki Umeda, Holy Fuck, I.C.A.S. DJ Team, Ilpo Väisänen,  Jackson, Jacob Kirkegaard, Jason Forrest, Jason Urick, Jesper N. Jørgensen, Ji-Hun Kim, Jo Frgmnt Grys, John Grzinich, Joker, Joost Heijthuijsen, Joris Voorn, Julian Oliver, Justin Bennett, Keiichi Yano, Keiji Haino, Kelpe, Ku Bo & Joyce Muniz, Last.Fm DJ Team, Lehmkuhl, Leonard Paul, Loops Haunt, Marcel Kloppenburg, Marc Teissier du Cros, Mark Terkessidis, Markus Detmer, Markus Kühn, Martin Kuentz, Martin Pichlmair, MFO, Michael Harenberg, Michael Wertmüller, Mika Vainio, Mike Simonetti, Mount Kimbie, Mount Sims. Noot, Notic Nastic, OM, Oni Ayhun, Paulina Bozek, Paul Spymania, Pedro Cano, Pitto, Planningtorock, Ralf Kollmann, Raphaël Isdant, Rejected feat Joris Voorn & Edwin Oosterwal, Robert Henke, Rustie, Ryoji Ikeda, Sam Auinger, Sandra Naumann & Dieter Daniels, Schlachthofbronx, Scuba, Senking, Serengeti & Band, Shenggy, Sinden, Staalplaat Soundsystem, Stefan Possert, Stu w Raquel Meyers, Superclub DJ Team, Takuro Mizuta Lippit, Telematique & U-Matic [DE], Thaddeus Herrmann, The Horrible Plans of Flex Busterman (Patrick Catani), The Modern Deep Left Quartet, The Mole, The Wire Sound System, Thomas Gilgen, Thomas Köner & Jürgen Reble, Thomas Meinecke, Tikiman, Tobias Rapp, Toktek, Tony Herrington, Transforma, TV Disko, Udo Noll, Ulf Eriksson,  Verena Dauerer, Verena Kuni, Visomat Inc., VJ Sniper, Wiij Timski, Winfried Gerling & Christina Maria Schollerer, Xu Wenkai (Aaaijiao), Yutaka Makino

## 2011
Die Veranstaltung fand als CTM.11 – #Live!? vom 1. bis 6. Februar 2011 im Hebbel am Ufer. im Festsaal Kreuzberg, im West Germany, dem Kotti-Shop sowie dem Berghain und im HBC statt.
- +598av conexión, Alain Mongeau, Ali Demirel & Rob Fischer, Amelia Bande, A Minus, Andrea Goetzke, Andreas Bogk, Andreas Kurtsson, Androoval & Martin Craciun, Anne Kohl, Annette Knol, Axel Volmar, Aymeric Hainaux & Egbert Mittelstädt, Bacchus Marteau, Barbara Morgenstern & der Chor der Kulturen der Welt, Beast, Beate Peter, Cecile Babiole & Vincent Goudard, CFM, Charlie Dior, Christian Faubel, Christoph Gurk, Cooly G, Cordula Körber, Cosmin TRG, Cos Mir, Daito Manabe, Daniel Gethmann, Darkstar, Deadbeat & Lillevan, Debmaster, Deborah Bower, Depressed Buttons, Derek Holzer, DJ Charlotte Bendiks, DJ Couple, DJDS, DJ Idealist , DJ Serge, DJ Taigatrost, DJ TLR, DJ Vinny Villbass, Dorian Concept, Drew Hemment, Dubna, Dungeon Acid, Edwin van der Heide, Ei Wada, Ela Kagel, Eric Kluitenberg, Eric Mattson, Erik K. Skodvin A.K.A. Svarte Greiner,  Falko Teichmann, FH, Finckobot, Francisca Villela, Frauke Behrendt, Gabriele Klein, Gay Mormon Kissing Club vs Gucci Goth, Geography Records Showcase, Girl Unit, Gold Panda, Golo Föllmer, Green Velvet aka Cajmere, Greg Haines, Greg Pope & Gert Jan Prins, Guido Möbius & Der Samtbody, GX Jupitter Larsen, Half Hawaii, Hauschka, Henning, Hermann Kolgen, Hildur Gudnadottir, Hype Williams, Ikonika, Jackmaster, Jacob Korn, James Blackshaw, Jan Jelinek & Masayoshi Fujita, Jason Forrest, Jean-Luc Guionnet, Jeffers Egan & Mimicof, John Chantler, John Croft, Jörg Franzmann, Kabir Carter, Kante, Katja Kwastek, Ken Ood, King Midas Sound, Kleefstra/Pruiksma/Kleefstra, Kode9 and The Spaceape, Kreidler, Krsn, KTL, K-X-P, Last.FM DJ Team, Laura Mello, Lawrence English, Le Petit Garcon, Library Tapes, Lippok vs Nicolai, Mads Bech Paluszewski, Malcolm Le Grice, Marcus Schmickler, Marie-Louise Angerer, Marino Pliakas, Mark du Mosch, Markus Fjellström, Martin Howse, Martin Cracuin & Androoval, Martin Kuentz, Maryanne Amacher, Mat Fleming, Mats Gustafsson, Matthieu Saladin, Mattin, Mental Overdrive, Merlijn Van Eijk, Michael Wertmüller, MIT, Mocky, Modeselektor, Moha! w Idan Hayosh & Anu Vahtra, Monolake, Morton Subotnick & Lillevän w Soojin Anjou, Mushon Zer-Aviv, Narrow Bridges, Naut Humon, Navs Modular Labs, Niki Matita, O F F & Gr†llGr†ll , Ophoniste Grand Prix Berlin, Pariah, Paulator, People Like Us, Peter Brötzmann, Pfadfinderei, Philip Auslander, Philip Sherburne, Phillip Sollmann, Pit Schultz, Popper-C, Quinten Dierick, Raime, Regine Buschauer, Reynold, Robert Henke, Roeland P Landegent, Rolf Grossmann, Rroxymore, Ryan Francesconi, Sammy Dee, Scratcha Dva, Shintaro Imai, Sick Girls, Signal, Simon Scott, Simon Vincent, Siriusmo, Sleigh Bells, Stephanie Pan, Steve Dixon, Stitching Together, Terror Danjah, The Field, The Haters, Thomas Dumke, Tikiman w Scion, TodaysArt & Cimatics DJ Team, Tujiko Noriko Trio, Ulf Eriksson, Ursula Bogner, Vincent Lemieux,  Werner Jauk, Wu Lyf, xahcx, Yutaka Makino, Yvonne Spielmann, Zero DJ Team, Zip, Zombie Zombie

## 2012
Die Veranstaltung fand als CTM.12 – Spectral vom 30. Januar bis 5. Februar 2012 im Kunstraum Kreuzberg/Bethanien, im Hebbel am Ufer, im Berghain, dem Lokdoc, dem Haus der Kulturen der Welt und der Kantine statt.
- Alexander Christou, Ancient Methods, Andreas L. Hofbauer, Andy Votel, Anke Eckardt, Anstam, Antoni Maiovvi, Anworth Kirk, Applehead, Audint, Baby Ford, Balam Acab, Ben Frost w Shahzad Ismaily & Borgar Magnason, Bill Kouligas, Borngräber & Strüver, Bradley L. Garrett, Bruno Martinez, Byetone, Byung-Chul Han,Carol Robinson, Catherine Christer Hennix and the Chora(s)san Time-Court Mirage, Charles Curtis, Charles Matthews, Chris Salter, Cristian Vogel, Co La, Conrad Schnitzler, Cut Hands, Dalglish, Delfonic, Dj Elephant Power, Dompteur Mooner, Eleh, Eliane Radigue, Felix Kubin, Free Arts Lab, Geeta Dayal, G.H., Ghettospheric, Grouper, Hans-Joachim Roedelius, Harmonious Thelonious, Heatsick, Hieroglyphic Being, Hildur Guonadòttir, Holy Other, Hudson Mohawke, Iamthatiam, Ital, Jakobine Engel, James Ferraro, Jana Winderen, Jefre Cantu-Ledesma, Jonathan Kemp, Julian Wolfreys, Kangding Ray, Kassem Mosse, Ken McMullen, Kettel, Koehn, Kuedo, Kyoka, Lando Kal, Laura López Paniagua, Lionel Marchetti, Loud-E, Manuel Göttsching, Mara Trax, Marcus Davidson, Mario Mentrup, Marius Reisser, Mark Fell, Mark Fisher, Mark Weiser (Rechenzentrum), Martin Clausen, Martin Howse, Mika Vainio, Moritz Stumm & Nik Nowak, MFO, Mohn (Wolfgang Voigt & Jörg Burger), Morphosis , Mouse on Mars, Nik Nowak, Novo Line, Oneohtrix Point Never, oOoOO, Opium Hum, O’Tannenbaum DJs, Oval, Paul Paulun, Phurpa, Pole, PRSZR, Puzzle, Qluster (Hans-Joachim Roedelius & Onnen Bock w Armin Metz), Ralf Baecker, Reza Negarestani, Roly Porter, Ryan Jordan, Salva, Sammy Dee, Sendai (Peter Van Hoesen & Yves de Mey), Shlohmo, Shrubbn!! & Transforma, Solistenensemble Kaleidoskop, Slant Azimuth, Sølyst, Stellar Om Source, Supersilent w/ Stian Westerhus, Sven-åke Johansson, The Eternal Chord, The Joshua Light Show, Thibaut de Ruyter , Thomas Fehlmann, Tim Hecker, Tom McCarthy / International Necornautical Society, Ursula Bogner, U-Matic & Telematique, Will Lynch, Wolfgang Seidel, Zip

## 2013
Die Veranstaltung fand als CTM.13 – The Golden Age vom 28. Januar bis 3. Februar 2013 im Kunstraum Kreuzberg/Bethanien, im KQB, im Hebbel am Ufer, im Berghain, im Stattbad, im Astra und im Haus der Kulturen der Welt statt.
- A Cell of One, A Guy Called Gerald, Adam Harper, Agnieszka Dziubak, Alberto de Campo, Hannes Hoelzl, Julian Rohrhuber and Students, Alec Empire, Alex Williams, Alexander Dorn, Alexandra Droener, Ali Demirel, Andreas L. Hofbauer, Andy Stott, Anika, Atom™, Atsuhiro Ito, Bader Motor, Ben Coonley, Benjamin Weiss, Bill Kouligas, Biosphere, BlackBlackGold, Boris Hegenbart, Call Super, Carl Schilde, Carsten Nicolai & Students, Carsten Seiffarth, Cavern of Anti-Matter, Chmmr, Christian Vialard, Christoph Fringeli, Conor Thomas, Constant Dullaart, Cyriak, Dan O’Hara, Daniel Tyradellis, David Dworsky & Victor Köhler, Dean Blunt, Demdike Stare, Derek Holzer, Diamond Version, DJ Sotofett, DJ Sprinkles, Doppeldenk, EAN, Easton West, Ellen Blumenstein, Emptyset, Ensemble L’Art pour L’Art, Ernstalbrecht Stiebler, EVOL, Felix Denk, Felix Kubin, Florian Hecker, Forest Swords, Frank Bretschneider, Frederik Rzewski, Gatekeeper, Gerhard Steinke, Ghédalia Tazartès, Greco-Roman Soundsystem, Günter Schickert, Half Girl / Half Sick, Heatsick, Heavylistening, Heimo Lattner, Holly Herndon, Iceage, Imogen Heap & collaborators, Ina Pillat, In That Weird Part, Jar Moff, Jem the Misfit, Jennifer Lucy Allan, Joanie Lemercier, Johnnie Stieler, Jörg Franzmann, Justice Yeldham , Katrin Rönicke, Keith Fullerton Whitman, Kenneth Goldsmith, Khyam Allami, Kode9, Kuedo, Lando Kal, Laurel Halo, Lea Fabrikant, Lee Gamble, Lisa Blanning,  Lorenzo Senni, Lower Order Ethics, Lucas Abela, Luke Robert Mason, Manfred Schneider, Marc Behrens, Marcell Mars, Marcel Weber & Lucy Benson (MFO), Mark Archer, Machinedrum, Mark Fell, Mark Fisher, Mark Leckey, Martin Treml, Material Object, Matmos, Matthias Fritsch, Max Dax, Mykki Blanco, Myrninerest, Nam June Paik, Necro Deathmort, Network Awesome, Nicolas Metall, Nicolas Moulin, Oneirogen, Opium Hum, Orphan Drift, Pantha du Prince & The Bell Laboratory, People Like Us, Pete Swanson,  Peter Kirn, Pharoah Chromium, Powell, Rabih Beaini, Ravi Shardja, Reznik, Robert Henke & Students, Sam Barker, Sammy Dee, Samuel Kerridge, Science Fiction Children,  Sensate Focus, Set Mosaic, Shackleton, Shed, Simian Mobile Disco,  Skream feat. Sgt Pokes, Solar Year, Soundstudio, Soundwalk Collective, Sun Worship, Sunn O))), Tabor Robak, Tarik Barri, Terre Thaemlitz, The Pitch, Theo Burt / The Automatics Group, The Ways Things May Go, Tim Exile,  Tim Tetzner, Tm404, Tom Ass, Tom Lamberty, Tony Marcus, Ulf Eriksson, Ulrich Gutmair, UZ, Vanessa Ramos-Velasquez, Vasilis Sarikis, Werner Dafeldecker, Wife, Will Lynch, Wolfgang Ernst, Xiu Xiu + Eugene S. Robinson: Sal Mineo, Zip

## 2014
Die Veranstaltung fand als CTM 2014 – Dis Continuity vom 24. Januar bis 2. Februar 2014 im Hebbel am Ufer, Berghain, Stattbad Wedding, Where is Jesus? Temporary Space und Kunstraum Kreuzberg/Bethanien statt.
- Actress, Akós Rózmann („Images of the Dream and Death“, Performed by Mats Lindstrøm), Alexander Pehlemann, Alexander Robotnick, Åke Hodell, Andrey Smirnov, Anne Wellmer & Julia Eckhardt, Annie Goh, Basic House, Beatriz Ferreyra, Beneath, Bernard Parmegiani, Black Manual, Bogusław Schaeffer, Carl Michael von Hausswolff, Carlos Prieto Acevedo, Carsten Nicolai, Carsten Seiffarth, Carsten Stabenow, Charlemagne Palestine, Charles Cohen, Chris Madak (Bee Mask), Chris Salter, Christian Zanési, Claus Löser, COH + Tina Frank, Concrete Fence, Cyclobe, Daniel Muzyczuk, Dasha Rush, Darsha Hewitt, Derek Holzer, Dick Raaijmakers, Dieter Vandoren, DIISSC Orchestra, Dinos Chapman, DJ Marfox, Dominik Spritzendorfer, Edgard Varèse, Eino Ruutsalo, Elena Tikhonova, Eli Keszler, én aka Pal Tóth, Ensemble Mi-65, Ernö Király, Erkki Kurenniemi, Evgenia Vorobyeva, Fatima al Qadiri, Fearplay, Felix K, Fender Schrade, Florian Grote, Frank Bretschneider, Godfried Willem-Raes, Golo Föllmer, Gottfried Michael Koenig, Grumbling Fur, Henk Badings, Helena Hauff, Hobocombo, Hyperaktivist, Hypnobeat, Innode, Ion D, Jaap Spek, James Holden, Jan Boerman, Jari Suominen, Jennifer Lucy Allan, Jim O’Rourke, Julia Kent, Jussi Parikka, Karen Gwyer, Kassel Jaeger, Kathy Alberici & Cherry Kino, Kees Tazelaar, Knut Wiggen, Konstantin Dudakov-Kashuro, Kontakt der Jünglinge, KTL, Lichens, Lillevan, Liubov Pchelkina, Lotic, Luc Döbereiner, Lucky Dragons, Łukasz Szałankiewicz, Lukatoyboy, Lumisokea, Main, Marcel Dettmann, Marije Baalman, Mariska de Groot, Mark Bain, Mark Ernestus presents Jeri-Jeri, Mark Pilkington, Marie Thompson, Marius Reisser, Mary Ocher, Mat Dryhurst, Mats Lindström, M.E.S.H., Metasplice, Mika Taanila, Mika Vainio, Mikko Ojanen, Milan Adamčiak, Mirjam Sögner, Moiré, Moritz von Oswald Trio featuring Tony Allen, Mouse on Mars, Mørbek, Natalie Gravenor, OAKE, Olaf Bender, Olaf Mathé, Opium Hum, Ornament & Verbrechen, Outer Space, Owen Roberts Ensemble, patten, Peter Kirn, Peter Aidu, Philippe Carson, Phill Niblock, Phoebe Kiddo, Pierre Schaeffer, P-node, Porter Ricks, Rabih Beaini, Ralph Lundsten, Rashad Becker, Raul Keller, Recondite, Régis Renouard-Larivière, Rhys Chatham, Robert Henke, Rodion G.A., Rune Lindblad, Rupert Smyth, Russell Haswell, Sadie Plant, Sam Hart, Sammuel Kerridge, Sarah Farina, Sasha Go Hard, Shackleton, Soundwalk Collective, Susanne Binas-Preisendörfer, Susanne Kirchmayr, Sven-Åke Johansson, Sylwia, Tara Rodgers, The First Latvians on Mars, Thomas Ankersmit, Thomas Spier, Tom Dissevelt, Ton Bruynèl, Ton de Leeuw, Tommi Keränen, TR\\ER (Truss & Tessela), Upperground Orchestra, Valerio Tricoli, Veronica Vasicka, Will Eisma, Will Lynch, Yasunao Tone, Zinc and Copper Works, 1991

## 2015

### CTM 2015 – Un Tune
Die Veranstaltung fand als CTM 2015 – Un Tune  vom 23. Januar bis 1. Februar 2015 im Hebbel am Ufer, Berghain, YAAM, West Germany und Kunstraum Kreuzberg/Bethanien statt.
- Alberto de Campo, Alec Empire, Aleksi Perälä, Amnesia Scanner, Andrew Pickering, Anita Ackermann, Anke Eckhart, Annie Goh, Atau Tanaka, Atom™, Born in Flamez, Brandon LaBelle, Carter Tutti Void, Chris Salter, Claire Tolan, Craig Leon, Danny L. Harle, Derek Holzer, E.E.K. feat Islam Chipsy, Egyptrixx, Electric Indigo, Electric Wizard, Eleni Ikoniadou, Elisabeth Schimana, Emptyset, Errorsmith, Evian Christ, Extreme Precautions, Frank Bretschneider, Franz Bargmann, Full Nelson, Gábor Lázár, Gajek, Gazelle Twin, Gert-Jan Prins, Graw Böckler, Grebenstein, Greco-Roman Soundsystem, Ian Hattwick, Iegor Reznikoff, Jamie Allen, Jan St. Werner, Jenny Hval & Susanna, Jesse Osborne-Lanthier, JK Flesh, Joe Goddard (Hot Chip), John Connell, KABLAM, Karl Kliem, Kelly Snook, Kepler, KerriOake, Ketev, Klara Lewis, Konrad Smolenski, Kucharczyk, Lawrence English, Liima (Tatu Rönkkö & Efterklang), Leslie García, Logos, Lorenzo Senni, Lucio Capece, Lucrecia Dalt, Luke Turner, Lxury, Lydia Ainsworth, Maelstrom, Marco Donnarumma, Marcus Boon, Marcus Schmickler, Maria A.G. Witek, Marie Thompson, Mario de Vega, Mark O Pilkington, Martijn van Boven, Matthew Biederman, Matthijs Munnik, Moon Wheel, Mumdance, Nan Goldin, NGHT DRPS, Nik Nowak, Nisennenmondai, OAKE, Olle Holmberg, Opium Hum, Palms Trax, Panagiotis Tomaras, Paul Devereux, Peter Kirn, Peder Mannerfelt, Philipp Gorbachev & The Naked Man, Phoebe Kiddo, Pierce Warnecke, Pierre Alexandre Tremblay, Piotr Kurek, Powell, Prostitutes, Rachel Armstrong, Radar Bird, Robin Fox, Roosevelt, Rose Kallal, RSS B0ys, Rupert Till, Sabrina (She’s Drunk b2b LeFeu), Sam Auinger, Samuel Rohrer, Sarah Farina, Sarah Miles, Senyawa, Shaddah Tuum, Shapednoise, Sherwood & Pinch, Shintaro Miyazaki, Simian Mobile Disco, Soda Plains, Sol Rezza, SOPHIE, Sote, Soundwalk Collective, Stefan Weinzierl, Suicideyear, TCF, Teki Latex, TeZ, The Bug, Thomas Ankersmit, Thomas Landrain, Thomas Wagensommerer, Tina Frank, Totally Enormous Extinct Dinosaurs, Ulf Eriksson, Valérie Lamontagne, Volte-Face, We Will Fail, Wilhelm Bras, Will Lynch, Yo Van Lenz, Yung Lean & Sad Boys & Gravity Boys, Zamilska, Zan Lyons, Zimoun, Zorka Wollny, 18+

### CTM Siberia
Mit Unterstützung des Goethe-Institut fanden außerdem unter dem Motto CTM Siberia zwei Festivals in Krasnoyarsk (11. und 12. September) und Novosibirsk (14. bis 20. September) in Sibirien, Russland statt.
- Andrey Smirnov, Appleyard, Artem Makarskiy, Arthur House, Buttechno, Byetone, Chekov, Daniele de Santis, Dasha Rush, DJ 1985, Dyad, Electric Indigo, Federico Nitti, Ferrein, Foresteppe, GrawBöckler, GRÜN, Helena Hauff, HMOT, Hunn-Huur-Tu, Igor Zinatulin, Jan Rohlf, Kathy Alberici, KP Transmission, Lorenzo Senni, Love Cult, Low Jack, Mårble, Module Werk, Mujuice, Nikita Bugaev, Opium Hum, Rabih Beaini, Re_Play, Robert Henke, Roman Stolyar, Soundwalk Collective, Space Holiday Rocks, Vasily Yurchenko, VJ Alex Sky, VJ Haust, Voronmrak, Wheel

## 2016
Die Veranstaltung fand als CTM 2016 – New Geographies  vom 29. Januar bis 7. Februar 2016 im Hebbel am Ufer, Berghain, YAAM, Heimathafen Neukölln, Werkstatt der Kulturen und im Kunstraum Kreuzberg/Bethanien statt.
- Abdel Karim Shaar, Adam Harper, AGF:poemproducer, Ah! Kosmos, Aïsha Devi, Alexander Miltsen, Alienata, Alina Filippova, Alessandro Bosetti, Alya Sebti, Alsarah, Ana-Maria Avram, André Bratten, Angie Balata, Anja Schwarz, Anna Homler, Anna Raimondo, Annie Goh, Ashish Sankrityayan, Ateq, Autarkic, Baris¸ K, Batuk, Beatrice Dillon, Beio, Bernard Clarke, Bonaventure Soh Bejeng Ndikung, Borusiade, Buttechno, C-drík Fermont, Cande Sánchez Olmos, Carolin Brandl, Charlotte Bendiks, Chris Saunders, Christopher Bauder, Christopher Kirkley, Dahlia Borsche, Dana Whabira, Daniele De Santis, Darren Johnston, Deena Abdelwahed, Delfonic, Dis Fig, DJ Lakhe, Dmitry Gelfand, Dwarfs of East Agouza, Easter, Ekaterina Degot, Emily Bick, Esplendor Geométrico, Evelina Domnitch, Ewa Justka, FIS, Floating Points, Florian Sievers, FOKN Bois, Gaika, Gebrüder Teichmann, Georg Klein, Gesloten Cirkel, Gösta Wellmer, Graw Böckler, Hanno Leichtmann, Heatsick aka Steven Warwick, HMOT, Hevî, Honey Dijon, Hyperion Ensemble, Iancu Dumitrescu, Igor Botur, Ione, Ipek Ipekcioglu, Jaime Jones, Jerusalem in my Heart, J.G. Biberkopf, Jlin, Julia Gerlach, KABLAM, Karen Power, Kassem Mosse, Kazuhisa Uchihashi, Keiji Haino, Kink Gong aka Laurent Jeanneau, Lars-Christian Koch, LaTurbo Avedon, Laurel Halo, Lena Willikens, Lex Lugner, Le1f, Liz Allbee, Love Cult, Low 808, Lucia Udvardyová, Luke Turner, Malek Andary, Marcin Pietruszewski, Marcus Boon, Marcus Gammel, Mari Matsutoya, Marija Bozinovska Jones, Martin Sulzer, Mark Smith, Maurice Louca, Mazen Kerbaj, Meira Asher, MFO, Mikael Seifu, Mobilegirl, Moscoman, Mumdance, Nan Kolè, Native Instrument, Nicola Müllerschön, Nidia Minaj, Night Lovell, OG Maco, Olaf Karnik, Oliver Potratz, Omar Rajeh, OMMA, Opium Hum, Paul Marmota, Paul Prudence, Pauline Oliveros, Peder Mannerfelt, Pedro Reyes, Peter Kirn, Pharoah Chromium, Pole, Praed, Purpurrpurple, Rabih Beaini, Rabit, Renaissance Man, Resom, Ricarda Kopal, Rob Thorne, Robert Henke, Rødhåd, Sabine Hentzsch, Sam Shalabi, Sebastian Klotz, Senyawa, Sharif Sehnaoui, Shaul Schwartz, Slick Shoota, Sofia Jernberg, Sky Deep, SpatzHabibi, Stephen O’Malley, Sublime Frequencies, Svetlana Maras, Takuya Taniguchi, Tara Transitory aka One Man Nation, Thomas Burkhalter, Theresa Beyer, Theo Eshetu, Thug Entrancer, Tianzhuo Chen, Ticklish, T’ien Lai, Tommaso Cappellato, Urs Hofer, Vincent Moon, Visionist, Wendy Hsu, Why Be, Ziad Nawfal, Zutzut

## 2017
Die Veranstaltung fand als  CTM 2017 – FearAngerLove  vom 27. Januar bis 5. Februar 2017 im Hebbel am Ufer, Berghain, YAAM, Heimathafen Neukölln, SchwuZ, Kunstraum Kreuzberg/Bethanien statt.
- Aaron Dilloway, Actress, Aérea Negrot, Alan Warburton, Albrecht Wassersleben, Alexander Bruck, Alis, Amnesia Scanner, Ana Nieves Moya, András Nun, Angel-Ho, Angélica Castelló, Anne Wellmer, Ãrash Ãzãdi, Arash Bolouri, Ariel Guzik, Ayesha Hameed, Banu Çiçek Tülü, Bariş Bilsener, Bariş K, Behrouz Pashaei, Ben Davis, Berlin Voguing Out, Bill Kouligas, Bjørn Torske, Boska, Byrke Lou, Carlos Prieto Acevedo, Carlos Sandoval, Carmina Escobar,  Charlotte Bendiks, Chino Amobi, Christine Kakaire, Courtesy, Dahlia Borsche, DEBONAIR, Dennis de Santis, Diana Arce, Diskjokke, DJ Lady Lane, DJ Luki and Kassen, DJ Stingray, Doris Akrap, Dragoş Rusu,  Dylan Carlson, Elissa Stolman, Elysia Crampton, Embaci, Emily Bick, Emily Hodge, Ena Lind, Endgame, Enrique Tomás, Ensemble KNM, Ex Eye, Félix Blume, Franz Thiem, Front de Cadeaux, Gabi Sobliye, Ganzfeld, Gazelle Twin, Genesis Breyer P-Orridge, Gofi,  Gosia Płysa, Guillermo Galindo, Gum Takes Tooth, Harm van der Dorpel, Hazel Hill McCarthy III, Heatsick aka Steven Warwick, Hengameh Yaghoobifarah, İnsanlar, İpek İpekçioglu, J. Cloud, Jackie, James Ferraro,  James Kennaway, Jan-Paul Anders, Jason Rentfrow,  Jenny Hval & Skrap, Joel Krueger,  Johannes Schroth,  Jonna Vuoskoski, José Manuel Alcántara,  Julian Bonequi, Karima, Karl Smith, Kathy Alberici, Kat Young, Kiddy Smile, King Britt, Kurt Hentschläger, Lady Starlight, Lauren Goshinski, LCavaliero, Leil Zahra, Lenora Thornton, Ligia Lewis, Liminar, Linnéa, Lisa Blanning, Loré Lixenberg, Lorenzo Senni, LSDXOXO, Luis-Manuel Garcia, Luz Diaz, madison moore, Marie Davidson, Mariëtte Groot, Marije Baalman, Mario de Vega, Martin Backes, Mats Küssner, Mechatok, Mic Oala, MikeQ, Minoto, Miss Red, mobilegirl, Monolake, Moor Mother, Mr. Mitch, Muqata’a, N.M.O., Nadia Rose, Negroma, Nils Bech, nkisi, Noah Sow, Nora Kahn, Nora Turato, Opium Hum, Ostblokkk, Pamela Owusu-Brenyah, Pan Daijing, Pedro Oliveira, Peggy Gou, Peter Kirn, Pharmakon, Rima Najdi, Roberto Morales Manzanares, Sami Baha, Semay Wu, Shins-K, Siavash Amini, (SIC), Siete Catorce, Simonne Jones, Sky H1, SØS Gunver Ryberg, Sote, Stara Rzeka, Stefan Fraunberger, Steinunn Arnadottir, Stine Janvin Motland, Tanya Tagaq, Tarik Barri, The Bug, Thomas Ankersmit, Tommy Genesis, Toxe, Traxman, Tuan:Anh, TUUM, Tyler Hubby, Tzusing, Umfang, Uta, Verónica Gerber Bicecci, Virgil Abloh, Vomir, Yally aka Raime, Ziúr

## 2018
Die Veranstaltung fand als CTM 2018 – Turmoil vom 27. Januar bis 5. Februar 2017 im  Hebbel am Ufer, Berghain, YAAM, Festsaal Kreuzberg, SchwuZ, Club OST, Kunstraum Kreuzberg/Bethanien statt.
- 33EMYBW, AAA–AAA, Aden Evens, AGF, Aimee Cliff, Albertine Sarges, Alexandra Bondi de Antoni, Alexis Waltz, Amenra, Andrzej Wasilewski, Angel, Anne de Vries, Antwood, Bad Gyal, Bampa Pana & Makaveli, Batu, Bestial Mouths, Bliss Signal, Boo Lean aka Lauren Goshinski, Born in Flamez, Borusiade, Boys Noize, Carla Schriever, Celestial Trax,  Cevdet Erek, Champion, Christine Kakaire, Christopher Bauder, Christoph Winkler, Colleen, Coral Foxworth, coucou chloe, Cuntroaches, DAF, Dahlia Borsche, Daniel Spicer, Darkraver, David Friend, Dengue Dengue Dengue, DJ Heroin, DJ Occult, DJ Panic, DJ Storm, Drew McDowall, Elena Colombi, Elissa Stolman, Emily Manzo, Emma Robertson, Equiknoxx ft Shanique Marie, Ernest Berk, Ernstalbrecht Steiler, Errorsmith, Esa, Estela Oliva, FAKA, FIS, Flava D, Florence To, Frédérick A. Belzile, Gaika, Gene Kogan, George Lewis, Gilke Vanuytsel, GOOOOOSE, group A, Guy Ben-Ary, Hanno Leichtmann, Heatsick aka Steven Warwick, HAJ300, Hanin Elias,  Hanna Bächer, HDMIRROR, Henrik Jungaberle, Hitmakerchinx & DJ Aaron, hoe mies, Holly Herndon, houaïda, Hugo Esquinca, Hunni’d Jaws, Hyph11E, Ian Helliwell, Ikonika, IOANN, Ioann Maria, Ivo Gurschler, Ivy Lab, Jace Clayton, James Ferraro, Jana Rush, Jason Hou,  JASSS, Jenna Sutela, Jessica Ekomane, Jlin, John Connell, Josa Peit, Jules Laplace, Julian Rohrhuber, Julius Eastman, KABLAM, Kangding Ray, Kat Young, Keira Sinclair, Kilbourne, Klein, Klitclique, Kos_mic q’andi, Lakuti, Lamin Fofana, Laurel Halo, Lawrence Lek, Leigh Alexander, Lisa Blanning, Lotic, Lucrecia Dalt, Luz, Lyndon CS Way, Lyra, Marc Acardipane, Marco Donnarumma, Marcus Gammel, Marcus Schmickler, Marshall Vincent, Mat Dryhurst, Matthias Haenisch, Maximilian Marcoll, MC Serious, Medusa’s Bed, Mollie Zhang, Moritz Simon Geist, Nadah el Shazly,  NAH, NAKED, Nene H, Nihiloxica, Okkyung Lee, Olaf Nicolai, Olivia, Opium Hum, Pamela Shobeß, Pan Daijing, Patrick Primavesi, Pedro Oliveira, Perel, Perera Elsewhere, Peter Flemming, Peter Kirn, Philip Vermeulen, Phon.o, Pixelord, RAMZi, Rashaad Newsome, Rashad Becker, Recondite, Rene Bosch, Roderick George, Roscoe Mitchell, RoxXxan, Ruth Timmermans, Sam Barker, Sarah Farina, Schwefelgelb, Scott Kelly w John Judkins, Sega Bodega, Shygirl, Smiley Baldwin, Soda Plains, Solistenensemble Kaleidoskop, Special Request, Stefan Römer, Stella Plazonja, Swan Meat, TCF, Teun Vonk, Theo Nabicht, Torsten Schmidt, Tristan Bath, UCC Harlo, Uta, VIOLENCE, Wesley Goatley, WIXAPOL S.A., Yeşim, Zorka Wollny, Zoya Bassi, ZULI, Zuri Maria Daiß

## 2019
Die Veranstaltung fand als CTM 2019 – Persistence vom 27. Januar bis 5. Februar 2017 im  Hebbel am Ufer, Berghain, Griessmuehle, Festsaal Kreuzberg, SchwuZ, Paloma Bar, MONOM at Funkhaus Berlin, nGbK, DAAD, Haus der Kulturen der Welt, Heimathafen Neukölln, Kunstraum Kreuzberg/Bethanien statt.
- 100% Halal, 700 Bliss, 9T Antiope, ĀBNAMĀ, Actress + Young Paint, Aditya Utama, AJA, Ali Demirel, Alobhe, Ambátt, Anastasia Kristensen, Anja Schwanhäußer, Andrea Neumann, Andreas Siagian, Angel, Ani Klang, Anita Jori, Anna Leevia, ARK, Artur Mendes, A Tribe Called Red, Aurélie Nyirabikali Lierman, BadSista, Basel Abbas & Ruanne Abou-Rahme, Bendik Giske, Bestial Mouths, Bhaki Prasetyo, BlackBlackGold, The Black Madonna, bod [包家巷], Boo Lean, Brat Star, Brandon LaBelle, Buttechno, Byetone, C-drík, Caliph8 & Nonplus, Carmen16, Casimir Geelhoed, Casual Gabberz, Cheryl Ong, Christine McCharen-Tran, Christopher Bauder, Christoph Jacke, Claudia Priscilla, Cocaine Piss, Colin Self, CORIN, Craig Schuftan, Croatian Amor, CURL, Dahlia Borsche, Dasha Rush, Dariush Sardari, Deena Abdelwahed, Derek Debru, Des Martin, dieb13, DJ AZF, dj. flugvél og geimskip, DJ Marcelle, DJ Occult, DJ Rachael, Död Mark, Dorine van Meel, Drew McDowall, Eartheater, Elia Rediger, Emma Robertson, Erwan Keravec, Eva-Maria Bertschy, Fatima Al Qadiri, Federico Zonno, Frank Bretschneider, Freak de l’Afrique, Frikimo, Gabber Modus Operandi, Gafacci, Gazelle Twin, Geoff Stahl, Gigsta, Giorgi Ujmadjuridze, Goro, Grischa Lichtenberger, Hanna Bächer, Helena Nikonole, Hops, hvl, IC3PEAK, Infinite Livez, Iron Sight, Israel Martinez & LaR Ensemble, Jacolby Satterwhite, Jerusalem In My Heart, Joe Muggs, Johannes Paul Raether, John Bence, John Connell, John Twells, Jon Davies, Juba, Juliana Huxtable, Julia Tieke, Kai Whiston, Kancheli, Kanta Horio, Khyam Allami, Katarina Barruk, Keira Sinclair, Kiko Goifman, Kikelomo, KILLA, Kilo Vee, Kode9, Kok Siew-Wai, Kristiina Männikkö, Kyoka, Larry, Leevisa, Lightning Bolt, Linn da Quebrada, Lintang Radittya, Lisa Blanning, Liss C. Werner, Liz Pelly, Lotic, LSDXOXO, Luciana Lamothe, Lucy Railton, Machine Woman, Maja S. K. Ratkje, Marcus Gammel, Maria W Horn, Marta Zapparoli, Martin Tétreault, Marylou, Mat Dryhurst, Maxime Faget, Melanie Schiller, MCZO & Duke, Mieko Suzuki, Mika Taanila, Mika Vainio, Mina & Bryte, Miss Djax, Mo Loschelder, Moritz Stumm, Moroto Heavy Industries, Nai, NDRX, Nguyen Hong Giang, noctulicents, Nguyễn + Transitory, Nik Nowak, Olivia Jack, Opium Hum, PAARTANZ, Pangaea, Paul Rekret, Pedro Marum, Pedro Oliveira, Perera Elsewhere, Perila, Peter Kirn, Phatstoki, Pininga, Pisitakun, Pouja Pour-Amin Ensemble, Prison Religion, Putas Vampiras, quest?onmarc, Qumasiquamé, Rabih Beaini, Raed Yassin, Rainer Kohlberger, Ramberto Agozalie, Rambo, REKA, Resom, Riar Rizaldi, Rie Nakajima, Riobamba, Robert Lippok, Robin James, Rosa Reitsamer, RUI HO, Rully Shabara, Ryoichi Kurokawa, Sabine Ercklentz, Salomé Voegelin, Sara Fumaça b2b Foresta, Sarah-Joy Lynch, Sofie Birch, Saoirse, Sarah Farina, Sarana, Schtum, Sentimental Rave, Setabuhan, Sho Madjozi, Sick Girls, Signe Wehl, Skatebård, Slikback, Sodadosa, Sote, Spela Petric, S Ruston, Stanislav Glazov, Stefan Fraunberger, Stefanie Alisch, Svani, Tabita Rezaire, Tama Sumo, Tania Candiani, Tarawangsawelas, Tatiana Heuman, Temp-Illusion, Tengal, Thomas Ankersmit, Thomas Jepsen, Tiernan Cross, Tim Tetzner, Tirzah, Ursula O’Kuighttons, Uta, Valentin Tszin, Vanligt Folk, Vivian Caccuri, Wallis, Walter Vinyl, Wok the Rock, Wolfgang Kaleck, xin, Yair Elazar Glotman & Mats Erlandsson, Yoshitaka Hikawa, Yuen Chee Wai, Yves Tumor, Zanias, Zenna Fiscella, Zitto, Zoo, Zuri-Maria Daiß

## 2020
Die Veranstaltung fand als CTM 2020 – Liminal vom 27. Januar bis 5. Februar 2017  Hebbel am Ufer, Griessmühle, KQB, Berlin Hamburger Bahnhof, Berghain, Radialsystem, Silent Green, Moxy Hotel, SchwuZ, Festsaal Kreuzberg, Heimathafen Neukölln, Paloma statt.
- 3Dancer, 3Phaz, !Iuuli, A.Fruit, Afrodeutsche, Afrorack, Aida Baghernejad, Akua, Alberto de Campo, Alexmalism, Ana Maria Rodriguez, Andrea Belfi, Andreas Leopold Hofbauer, Andy Stott, Angus Finlayson, Animals of Distinction, Ashley Fure, Ashley Venom, ASJ, Astrid Gnosis, Aquarian, Aya, Bad Juju, Bbymutha, Bill Vorn, Bora, Borokov Borokov, Born in Flamez, BNNT, Branko, Calmspaces, Catu Diosis, Cera Khin, Cevdet Erek, Chal Ravens, Charlotte Bendiks, Chris Anderton, Chris Watson, Contagious, Dahlia Borsche, Dana Gingras, Dane Sutherland, Dan Deacon, Dani Gal, Daniel Miller, Daniela Huerta, Daniela Seitz, Deathprod, Debmaster, Demystification Committee, Derek Debru, Dhanveer Singh Brar, Diana Raiselis, Dis Fig, DJ Diaki, DJ Firmeza, DJ Plead, DJ Scotch Egg, Don Zilla, Dorine Mokha, Duma, Edna Bonhomme, Eilidh McLaughlin, Elia Rediger, Emile Frankel, Emma Warren, Ensemble Basiani, Ensemble KNM, Eric D. Clark, Fiedel, Floyd Lavine. Fly Pan Am, Fotan Laki, Fred Pommerehn, Fréderic Gies, Gabber Modus Operandi, Ghazi Barakat, Ghettoraid, Giant Swan, Gigsta, Graham St. John, Grinderteeth, Guedra Guedra, Guillaume de Marquillé, Happy New Tears, Helena Nikonole, Henry Wu, Hibotep, Hildur Guðnadóttir, Ilan Katin, Isa GT, Ivicore, Jacob Bilabel, Jacob Kirkegaard, Jasmine Guffond, Jens Balzer, Jessica Ekorname, Jessika Khazrik, Jo Collinson Scott, Jo Mango, Johanna Bruckner, Josh Kun, Juan Arminandi, Juba, Juliana Huxtable, Kamaal Williams, Karel van Laere, Kelvin T, KG, Khanja, Krista Belle Stewart, Kyle Devine, La Zowi, Lafawndah, Lisa Andergassen, Lisa Blanning, Laura Diaz, Loic Koutana, Lokier, Lou Drago, Louis-Philippe Demers, Lucrecia Dalt, Lucy, Lukas Grundmann, Luke Dubuis, Lyra Pramuk, Malcolm Ohanwe, Max Dahlhaus, Marco Donnarumma, Marcus Gammel, Marcus Schmickler, Marija Bozinovska Jones, Maria Thereza Alves, Matt Colquhoun, Maya C Sternel, MC Yallah, Michael Wick, Milad Khawam, Minco, Miriama Kardosova, Mo Chan / DJ Kohlrabi, Moesha 13, Mohammad, MNNNKJDE, MUXXXE, Nadine Hartmann, Nakibembe Xylophone Troupe, Nene H, Nerve, NSDOS, NUM, Nural Moser, Opium Hum, Patino & Schuttel, Pau Delgado Iglesias, PEDRO, Pedro Marum, Peter Kirn, Phelan Kane, Prumsodun OK, Rabih Beaini, Rasha Hilwi, Raja Kirik, Rakta, Ricardo Saavedra, Richard Garet, Rizan Said, Robert Henke, Ruggero Pietromarchi, Sam Slater, Sanni Est, Sasha Geffen, Sarah Joy Lynch, Secretly Bovine, Sergey Kasich, Selam X, Séverin Moist, Sherelle, Shintaro Miyazaki, Sicaria Sound, Slim Soledad, Sophia Bulgakova, Squarepusher, Stefanie Alisch, Steven Warwick, T0C1S, Tad Ermitano, Talia Vega Léon, Teto Preto, Terence Sharpe, The Allegorist, Thegn, Thomas Wagensommerer, United Visual Artists, Vallesuchi, Vigen María, VTSS, Wahono, Wesley Goartley, Will Lynch, Y-Dra, Zamilska, Zopelar, Zorka Wollny

## 2021
Auf Grund der weltweiten Covid-19-Pandemie musste die Veranstaltung zweigeteilt werden. Vom 19. bis 31. Januar 2021 fanden Streams, vor allem auf Twitch statt, vom 3. bis 12. September 2021 gab es weitere Onlineveranstaltungen, aber auch wieder ein Liveprogramm auf dem Alfred-Scholz-Platz, im Vollgutlager, am Hebbel am Ufer und im Kindl.
- 19. bis 31. Januar: 33EMYBW, Abed Kobeissy, Aida Baghernejad, Alexander G. Weheliye, AM Kanngieser, Amazondotcom, Amigdala, Andrea Liu,  Anita Jóri, Arieshandmodel, Ava Ansari, Avtomat, AYA b2b xin, Aya Metwalli & Calamita, Batool Desouky, Ben Trott, Betty Apple, Bored Lord, Born in Flamez, Bruno Gola, Carla J. Maier, Caroline Busta, Ce Pams, Cee, Cherie Hu, Christina Wheeler, Christine Kakaire, Club Matryoshka, CTM Team, Cuntroaches, Dahlia Borsche, Damien Charrieras, Dana Gingras, DeForrest Brown, Jr.,  De Grandi, Deena Abdelwahed, Don Zilla, DORMANTYOUTH, Duma, Ecko Bazz, Edna Bonhomme, Elina Tapio, Emma Lo, Emre Öztürk, Eram & EPX feat. Saskia, Ewa Majewska, Faten Kanaan (with Nene H, Tot Onyx, Enyang Ha, Tyler Friedman, Lucy Railton), Floating Sound Nation, Fadi Tabbal, Frances Scott, FRKTL, Gabber Modus Operandi x Rimbawan Gerilya x Siko Setyanto, HDMIRROR, Isabel Lewis & Loraine James, ISAbella, Jad Atoui,  Jamie Fenton, Jason Edward Lewis, Jean-Hugues Kabuiku, John Willsteed, Keiji Haino & The Observatory, Khyam Allami, Leila Adu-Gilmore, Lil Internet, Lilly Pfalzer, Lisa Blanning, Lisa Rovner, Luca Soudant, Khyam Allami,  Mala Herba, Mamady Diarra, Mark Fell with Jim O’Rourke, Rian Treanor, Petronn Sphene. feat Limpe Fuchs, Marta de Pascalis, Mary Anne Hobbs, Maya Indira Ganesh, Mata Group, Matana Roberts, meLê yamomo, Mentrix, Michael Ahlers, Mint park, Moa Pillar, Monster of Oramics, My Panda Shall Fly, Nakibembe Xylophone Troupe, Muxxxe, NÂR + Akram Hajj, Nerve, object blue, Olivia Jack, Oscar Nñ, Patricia Cadavid, Peter Kirn, Phelimuncasi, Pisitakun, Rebecca Pokua Korang, Riar Rizaldi, rRoxymore, Ruhail Qaisar, Ruxandra Trandafoiu, S280F / 011668 / VVXXII, Sabelo Mhlambi, Sara Ross, Sarah Farina, Sarah Groff Hennigh-Palermo, Sean Nicholas Savage feat. Marcin Masecki, Sébastien Darchen, Siobhan Leddy, Senyawa, SFX, Shintaro Miyazaki, Slickback, s/n (Hassan Pitts & Jennida Chase), Sonia Calico, Sonya Stefan, SPANDAU20 Live Showcase: ANNA Z & J. Manuel vs. Claus Schöning & FJAAK with visuals by Pfadfinderei, Stéphane Sadoux, similarobjects, Suzi Analogue, Tegh, Tero Parviainen, Tiara Roxanne, Tokzhan Karatai, Tom Richards, Tot Onyx, t0ni, Trevor McFedries, Turkana, Ultraflex W00dy, Wahono, Y-Dra, Yifan He, Zoë Mc Pherson, Zoe Todd, ZULI
- 3. bis 12. September: Atom™, Dries Verhoeven, Jessica Ekomane and Rully Shabara, Lyra Pramuk, Marcin Pietruszewski and Alex Freiheit, Maximilian Marcoll with Ensemble AuditivVokal Dresden, Mouse on Mars with Louis Chude-Soke, Paul B. Preciado, Soundwalk Collective with Charlotte Gainsbourg, Stine Janvin & Ula Sickle, Willem Dafoe

## 2022
Auf Grund der weltweiten Covid-19-Pandemie wurde die Veranstaltung erneut zweigeteilt. Vom 19. bis 16. Februar 2022 und vom 4. bis 29. Mai 2022 gab es ein Liveprogramm  im Silent Green, KQB, TAT, AL Berlin, Berghain, Morphine Raum, Volksbühne, MONOM at Funkhaus Berlin, Heimathafen Neukölln und SchwuZ, aber auch ein Onlineprogramm.
- Part 1: 19. Januar – 16. Februar 2022: Aina Climent, Alaska Thunderfuck, Ale Hop, Ali Eslami & Mamali Shafahi, Andrius Arutiunian, Anita Jóri, Anjeline de Dios, Arnold Dreyblatt, Austin Young, Brass Abacus, Brenna Murphy, Budhaditya Chattopadhyay, Caroline Ford DeCunzo, Charline Dally, Chloe Alexandra Thompson, Collo Awata & Madam Data, Dana Gingras / Animals of Distinction, Eleni Ikoniadou, Eleni Poulou, Ellen Arkbro, ensemble mosaik, Fronte Vacuo, Fronte Violeta with Martha Kiss Perrone,  Gaspar Cohen, Gooooose, Hanako Hoshimi-Caines. Helen Anahita Wilson, Hexorcismos, Hugo Esquinca, Ibrahim Quraishi, Ipek Gorgun, Jasmin Schreiber, Jessica Ekomane, Jonathan Chaim Reus, Judit J. Ferrer, Kali Malone & Stephen O’Malley, Laganja Estranja, Lucrecia Dalt, Marie Davidson Marta De Pascalis, Michelle/Min Lai, Miguel Prado, Nele Möller, Nohe Noshe, Ollie Zhang, Oren Ambarchi & crys cole, pantea & u-matic & telematique, Peaches, Phillip Sollmann & Konrad Sprenger, Rehilwe Mooketsi, Roger Tellier-Craig, Rully Shabara, Sabine Sanio, Sabrina Ratté, Sarah Williams, Shrey Kathuria, Shzr Ee Tan, Sonya Stefan, SØS Gunver Ryberg, Tot Onyx, Will Guthrie, William Belli. Youmna Saba
- Part 2: 4. bis 29. Mai 2022: Aïsha Devi, Alada, Alkisah network, alys, AM Kanngieser & Zoe Todd, Animistic Beliefs, Aquarian pres Ouroboros live A/V, Avtomat, Ariel William Orah, BAE BAE, Bloomfeld, Catnapp, Corin, Costa, Daniel Spicer, de1i girlz, De Schuurman, Diana Azzuz & Rina Priduvalova, Diessa, DORMANTYOUTH, dj botox, DJ Chrisman, DJ Die Soon, DJ Fuckoff, Dr. Wolf Iro, Duma,  Edna Martinez, Edward George and Dhanveer Singh Brar, eeefff, Eleni Ikoniadou, Elvin Brandhi, Fallon Mayanja, Gabber Modus Operandi, Gábor Lázár, Gael, Geoffrey Mak & Via App, Grand River, Haxan,  Hüma Utku, I Hate Models, Jennifer Cardini, Jennifer Walton, Joel Haikali.  Johannes Ebert, Jonathan Chaim Reus, Jono Gilmurray, Kasimyn, Katarina Gryvul, Kimia Bani & Ben Osborn, Koloah, Korhan Erel, Leila Adu-Gilmore, Little Snake, Loraine James, Louisahhh, Machine Girl, Marina Herlop, Mario Schruff, marylou, Meth Math, Mixtress, Mohamed Amjahid, Moor Mother, Nakul Krishnamurthy, Nastya Vogan, Nene H, NURSE3D, Ojoma Ochai, Olexii Kuchanskyi,  Opium Hum, Ostbam, Panel Paromita Vohra, Penny Rafferty, Peter Kirn, Raed Yassin, Raja Kirik, Refuge Worldwide (feat ELLLL, NM DJ, O.N.A, Richard Akingbehin, Two Thoum), Sam Slater & Theresa Baumgartner, Sarah Johanna Theurer, Senyawa, Shapednoise, Shzr Ee Tan & Anjeline De Dios, Slic Unit: Slimgirl fat feat. Senu, Slumberland feat. Sainkho Namtchylak, Sote & Tarik Barri, Space Afrika, Stefanie Egedy, Susan Schuppli & Faiza Ahmad Khan, Turkana, Urin, Varia, VARIÁT, Violet, William Russell.  Ximena Alarcón, Yazzus, Yewande Adeniran (Ifeoluwa), Yolanda Rother, Yung Singh, Zoë Mc Pherson

## 2023
Die 2023er Ausgabe stand unter dem Motto CTM Festival 2023 – Portals und fand vom 20. Januar bis zum 5. Februar 2023 im Panke, Silent Green, MONOM at Funkhaus Berlin, KW, Berghain, Hebbel am Ufer, Morphine Raum, FabLab Neukölln, KQB, Radialsystem, Akademie der Künste und RSO statt.
- ABADIR, Afrorack, Ahadadream, Aida Baghernejad, Aleksandra Słyż, Alex Guevara, Alexis Blake, Altay Bozkurt, Amnesia Scanner, Amor Satyr & Siu Mata, ana fosca, Andrea Belfi, Anita Jóri, Anna Kravets, Asep Nayak, Astan KA, Audrey Chen, Authentically Plastic, bela, Bianca Peruzzi, Bill Dietz, Binghi, Black Cadmium, Bloomfeld, Born in Flamez / DJ BOTOX, Brandon LaBelle, Carla J. Maier, Christian Nyampeta, Christina Wheeler, Christoph Jacke, Coby Sey, Contrechamps, Courtesy, Crystallmess, Daniel Blumberg, Debmaster, Diana Azzuz, Dis Fig, DJ Diaki, Doron Sadja, Dreamgirls, Elia Rediger, Eris Drew, Eugene Angelo, Eva-Maria Bertschy, Fabrizio Cassol, Falyakon, Fenna de Jong, Francesca Mariano, Franka Marlene Foth, Freeka Tet, Funeral Folk, Gerard Lebik, Gibrana Cervantes, GROUP50:50, Hanaby, Happy New Tears, Hekla, Hugo Esquinca, HVAD, Hüma Utku, Iceboy Violet, Imran Peretta, Ioana Vreme Moser, Irmin Schmidt, Isabella Forciniti, Isuru Kumarasinghe, Jan Moss, Jana Woodstock, Janan Laubscher, Jay Mitta, Jennifer Walshe, Jessica Ekomane, Jon Leidecker, Joseph Kamaru, jpeg.love, Judith Hamann, Katarina Gryvul, Kathleen Bomani, Keeley Forsyth, Ketan Bhatti, KILLA, Kojack Kossakamwe, Lars-Christian Koch, Lil Mariko, Limpe Fuchs, Lolsnake, LSDXOXO, Lucy March, Luigi Monteanni, Lush Lata, LustSickPuppy, Mariana Berezovska, Marie Davidson, Maryanne Amacher, Menzi, Merche Blasco, Michael P. Aust, Miloš Hroch, Miziguruka, mobilegirl, Monibi, Mookie, Mwazulu Diyabanza, Nabihah Iqbal, Nala Brown, Nana & Zai, Nancy Adajania, Nazanin Noori, Nico Adomako, NZIRIA, Octo Octa, Oldyungmayn, Om Unit, Opium Hum, Pamela Owusu-Brenyah, Participative Audio Lab, Patrick Mudekereza, Paul Purgas, Peter Kirn, Phatstoki, Philou Louzolo, Poulomi Desai, Puce Mary, Queen Asher & Rehema Tajiri, Rahila Haque, Regina Bittner, Remote Control, Richard Akingbehin, Ruhail Qaisar, Sara Persico, Sarah Imani, Sofia Borges, Standard Deviation, Stefanie Egedy, Steffen Lepa, Suren Seneviratne, Tanat Teeradakorn and Nuh Peace, Tash LC, Tashi Wada with Julia Holter, Team Rolfes, The Body, Toumba , Tzusing, Van Boom, Verónica Mota, Vieze Meisje, Violet, VMO a.k.a Violent Magic Orchestra, Whitney Wei, WIDOWS, Wiegedood, Xzavier Stone, Yewande Adeniran, You Nakai, ZAND, Zoë Mc Pherson, ¥ØU$UK€ ¥UK1MAT$U

## 2024
Die 2024er Ausgabe stand unter dem Motto CTM Festival 2024 – Sustain und fand vom 26. Januar bis zum 4. Februar 2024 im Silent Green, Berghain, Morphine Raum, OXI, Radialsystem, Berlin Open Lab, Gedächtniskirche, Volksbühne und RSO statt. Im Rahmen des Boykottaufrufs Strike Germany sagten einige DJs und Künstler ihre Teilnahme ab.
- 40Hurtz, Adrienne Hart, Aldana Duoraan, Ale Hop, ALYXIS, AM Kanngieser, Anastasia Kristensen, Anita Jóri, Anna von Hausswolff, Ariel William Orah, Assyouti, aya, Aïsha Devi, Banu Sahin, Baptist Goth, Barb Nerdy, Ben Frost, blastah, Boris Hegenbart, Born In Flamez, C Bong Sae, Christoph Jacke, Clara Herrmann, Concepción Huerta, Cressida, crys cole, Dagga, Dame Area, Dangermami, Daniel Irrgang, Dara Smith, Darsha Hewitt, Divide and Dissolve, DJ MELL G, DJ Narciso, Eduardo Reck Miranda, Edy Fung, Eliza, ELLLL, Enyang Urbiks, EPROM, Eugénie Mérieau, fatalism, Fe Sexta, FITNESSS, Fleur Ramsay, Flore, Félicia Atkinson, Föllakzoid, Gesche Joost, Ghostpoet, Giada Dalla Bontà, Golden Girl$$$, Golem Mecanique, Greg Kubacki, GЯEG, Hanaby, Hani Mojtahedi & Andi Toma, Happy New Tears, Hazey Haze, Heinali, Heith & DECLINO, HiTech, HIỀN ĐIÊN, HJirok, hypnoskull, Infinity Division, Jovana Maksić, Jules Reidy, Julia Louise Knifefist, Julian Sartorius, Jóhann Jóhannsson, Kali Malone, KENYA20HZ, Kim Ann Foxmann, KMRU, Laisiasa Dave Lavaki, Lamsi, Laura Robles, Lolz, Luis-Manuel Garcia-Mispireta, LUNG, Maeve O'Neill, Malengo, Manao, Mandidextrous, Marco Donnarumma, Mars Morningstar, Meg10, Mere Nailatikau, MingJou Chen, Moesha 13, Moneyama, Monolake, Moundabout, MSJY, Muiredach O‘Riain, NAH, Naive Supreme, Nathan L., Natisa Exocé Kasongo, Neon Dance, Niamh McShane, Nissa, O Ghettão, Ocrilim, ojoo, Oldyungmayn, Oliver Benson, Oliver Torr & Axonbody, One Leg One Eye, Opium Hum, Osmium, Otay:onii, Peter Claes, Petra Hermanova, Phillip Sollmann & Max Eilbacher, Pinky Htut Aung, Pisitakun, Poly Chain, PONYO, Portrait XO, Rabih Beaini, RHR, Riccardo La Foresta & James Ginzburg, Sabiwa, Safety Trance, Sai Versailles, Sarah Farina, Sean Bautista, SENU, Shampain, Skrillex, Soft Break, Sophia Bulgakova, Soulsick (Elvin Brandhi & DJ Scotch Egg), Special Request, Spekki Webu, Stas Shärifulla / HMOT, Stefanie Alisch, Suck Puck Records, Sybil Montet, SØS Gunver Ryberg, Tarik Barri, Tatyana Jane, telematique, Teya Logos, Thomas Bel, Tim Wyskida, Tumeli Tuqota, Turkana, u-matic, upsammy, User Syndrome, Uxile, Victoria Sarangova, Virgen María, Wanton Witch, Yair Elazar Glotman
- Zu den Künstlern, die im Vorfeld im Rahmen von Strike Germany ihre Auftritte abgesagt haben, gehören: Americhord, Backxwash, Diana Azzuz, DJ Fuckoff, E-Saggila, El Kontessa, Jana, Jyoty, Kampire, Kate Butler, Manuka Honey, Nikki Nair, Nze Nze, Or:la, Raji Rags, rbf.linh, Sarj, Scratchclart, Sherelle, Swan Meat, Toya DeLazy, Viikatory, Yas Meen Selectress[24][25]

## 2025
Die 2025er Ausgabe fand vom 24. Januar bis zum 2. Februar 2025 im Silent Green, Berghain, Morphine Raum, OXI, Radialsystem, Berlin Open Lab, Gedächtniskirche, Volksbühne und RSO sowie erstmals in der Alten Münze statt. Ein übergeordnetes Motto war in diesem Jahr nicht angegeben.
- ---__--____, 33, Abdullah Miniawy, Adela Mede, Agustín Genoud, AKA HEX, Alan Courtis, Alexandre Saunier, alys(alys)alys, Andrew Rahman, Andriana-Yaroslava Saienko, Anita Jóri, Anna Jurkiewicz, ANTCONSTANTINO, ANTHEM, Ash Fure, aya, bela, , Bella Comsom, Bendik Giske, Beth Coleman, Bilawa Respati, Bloomfeld, bod, Brandon Tay, Brigitta Muntendorf, Caterina De Nicola, Charlie Hope, claire rousay, Clara Herrmann, Colombian Drone Mafia, Cynthia Nkiruka Anyadi, Dadabots, Daniel Limaverde, Daniela Huerta, Deena Abdelwahed, Deize Tigrona, Dis Fig, DJ BOTOX, DJ LOUI FROM JUPITER4, Donna Haringwey, Dragoș Rusu, Eek, Eldar Tagi, Elijah, Elischa Heller, Ellen Arkbro, Emme, Europa, Evangeline Y Brooks, Eve Aboulkheir, evilgiane, fakemink, Federico Visi, Female Wizard, femtanyl, Gabriel Htoo, Gadi Sassoon, Gadutra, ganavya, Gascia Ouzounian, Genosidra, Gibrana Cervantes, Grinderteeth, gyrofield, Hamill Industries, Harrison Hall, Hassan Abou Alam, Heinali, Hulubalang, Hyeji Nam, Irini Kalaitzidi, Isaka, James Ginzburg, Jamira Estrada, jiawen uffline, Joginda, Jordan Deal, Joshua Wells / NERVE, Jovana Maksić, Ján Solčáni, Karina Utomo, Kasimyn, Kianí del Valle, Klara Pudlakova, Kuntari, Lasse Marhaug, Lauren Duffus, LazerGazer, Lechuga Zafiro, Lina Martin-Chan, LINNÉA, Loto Retina, Lucy Havelock, Lucy Railton, Lynn Nandar Htoo, Lénok, Maque, Maria W Horn, Marie Davidson, Marie Yevkiné Tirard, Marta Forsberg, Martyna Basta, Matthias Pasdzierny, Matwe Kascak, Maurice Jones, Medina Bazarğali, meLê yamomo, MFO, Michael Salu, Microtub, Minna-no-kimochi, Miriam Akkermann, Mo Chan / DJ Kohlrabi, Modulaw, MONOM Team, Morgan Garrett, Murderpact, Nakul Krishnamurthy, Nick Verstand, Nico Daleman, Nilufer Musaeva, Nindya Nareswari, Ninon and Jun Suzuki, Noah Pred, Nuevo Prohibido, Nídia, obese.dogma777, Oldyungmayn, Olia Sosnovskaya, Olivia Oyama, Opium Hum, Otteswed, Parrish Smith, Plus44Kaligula, Portrait XO, Pía Baltazar, PΞB, Qow, R. Rebeiro, Ralf Zuleeg, Rattlesnakke, Rebecca Salvadori, rEmPiT g0dDe$$, Rick Farin & Actual Objects, River Moon, Rizla Ops, Romi Morrison, rRoxymore, Runhild Gammelsaeter, Saadet Türköz, Sahar Homami, Sailesh, Sam Mcgilp, Sarah Hanan, Sealionwoman, SENAIDA, Shoty Ndjoli, softchaos, SOLSA, Spit Mask, Spooky-J, Sri Rama Murthy, Stas Shärifullá, State OFFF, Susie Ibarra, Synthtati, Takkak Takkak, Tarta Relena, Tati au Miel, Tayhana, Theo Alexander, These New Puritans, Thick Owens, Thomas Ankersmit, Three Amps, Transient Cat, trē seguritan abalos, TWEE, Valentina Magaletti, Van Boom, Venus Ex Machina, Walter Sallinen, William Russell, Witch Club Satan, Xiu Xiu, Yann Martins / Younger Sibling, Yara Mekawei, Yungfya, Zola Jesus, ZULI[28]